# فالوريت
فالوريت (بالإيطالية: Valloriate)‏ هي بدلية تقع في إيطاليا في مقاطعة كونيو. يقدر عدد سكانها بـ 126 نسمة ومساحتها 16.9 كم2 وترتفع عن سطح البحر 796 متر.

## السكان
في سنة 1861 بلغ عدد السكان 1٬558 نسمة، وتطور العدد ليصل في سنة 2011 لـ 121 نسمة.
يظهر هذا المخطط البياني تطور النمو السكاني لـ فالوريت